# ウルヴァリン (訓練空母)
| 訓練空母「ウルヴァリン（IX-64）」 |                                                             |
| 艦歴                              |                                                             |
| 発注                              | ワイアンドット社ミシガン造船所                              |
| 起工                              | 1913年                                                      |
| 進水                              | 1920年4月 1942年に航空母艦へと改設計                        |
| 就役                              | 1942年8月12日                                               |
| 退役                              | 1945年11月7日                                               |
| その後                            | 1947年12月にスクラップとして売却                            |
| 除籍                              | 1945年11月28日                                              |
| 性能諸元                          |                                                             |
| 排水量                            | 常備：7,200トン 満載：-トン                                 |
| 全長                              | 150.0m                                                      |
| 全幅                              | 30.0m                                                       |
| 吃水                              | 4.7m                                                        |
| 飛行甲板                          | 縦：152.4m 横：17.8m                                        |
| 機関                              | 形式不明石炭専焼水管缶4基＋三段膨張式レシプロ機関1基1軸推進 |
| 最大出力                          | 11,000HP                                                    |
| 最大速力                          | 18.0ノット                                                  |
| 航続距離                          | -ノット -海里                                               |
| 燃料                              | 石炭：-トン                                                 |
| 乗員                              | 270名                                                       |
| 兵装                              |                                                             |
| 搭載機                            | -機                                                         |

ウルヴァリン(USS Wolverine, IX-64)は、アメリカ海軍の訓練用航空母艦。

## 概要

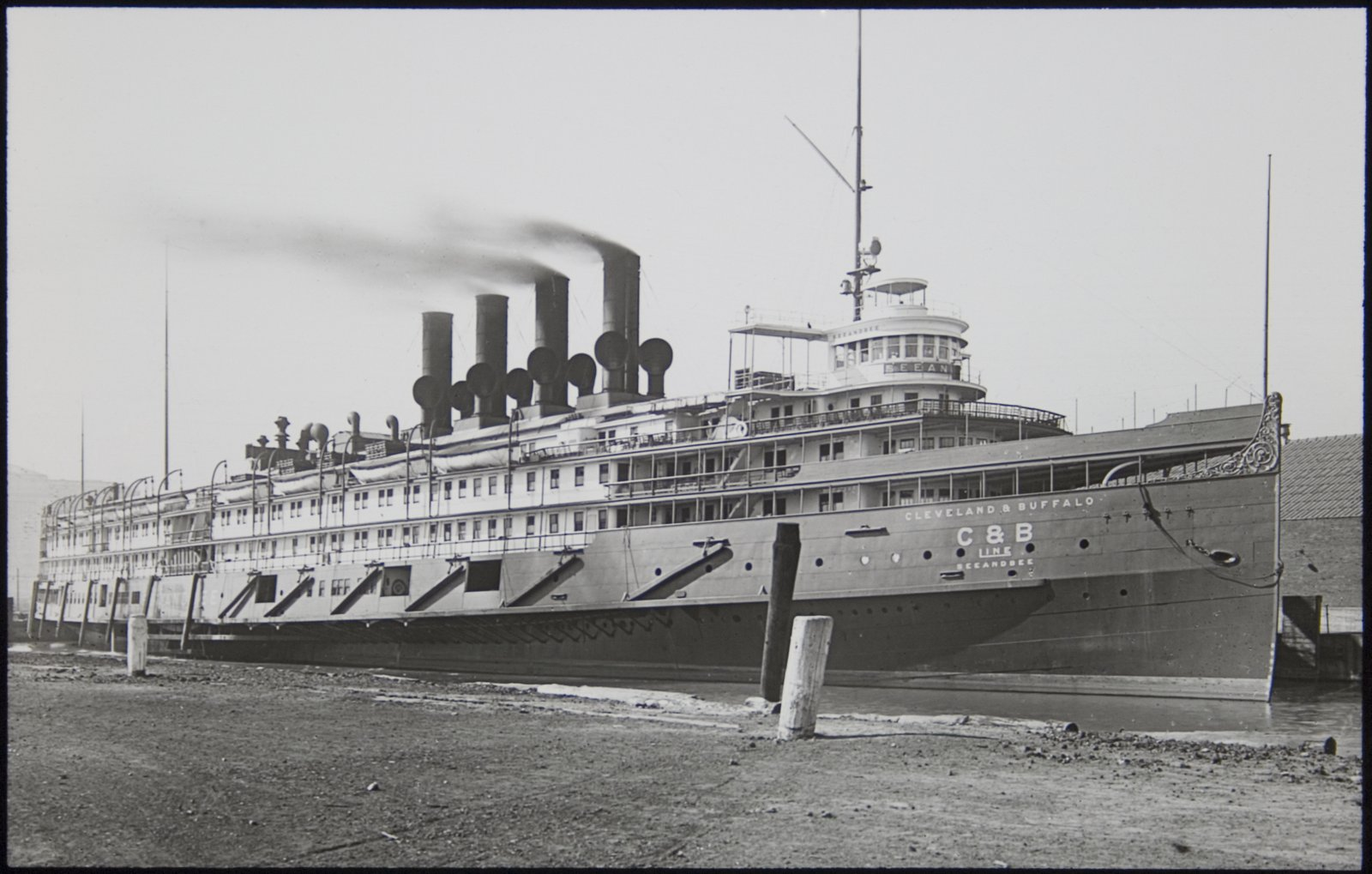
外輪貨客船「シー・アンド・ビュー」を改装して訓練空母に改装した。

1941年12月に日本海軍の真珠湾攻撃により太平洋戦争が始まり、戦時体制に突入したアメリカは、日本よりも不足している航空母艦の建造を推進し、同時に空母搭乗員の大量練成を始めた。しかし、戦局はアメリカに不利で、未熟な搭乗員の練習のために主力の航空母艦を本国に帰還させることは到底無理であった。そこで提案されたのが商船を改造して発着艦だけが出来る訓練用航空母艦を製作することであった。
しかし、当時はドイツのUボートが大西洋岸のニューヨーク近傍に進出していたため、大西洋上での訓練は貴重な搭乗員を失う危険性を含んでいた。そこで考えられたのが、五大湖専用の客船を改装する案であった。アメリカは他の列強諸国に無い、広大な面積を持つ湖を持っており、そこならばUボートの脅威も皆無な上に、外洋航行時の波浪の影響で揺れに晒される事もなく、未熟な搭乗員でも着艦が可能とされた。そこで、五大湖で就航していた1913年製の外輪客船シー・アンド・ビューとグレーター・バッファローが選定されて改装された。アメリカ海軍は1942年3月12日にシー・アンド・ビューを取得し同年8月12日に改装終了し「ウルヴァリン（IX-64）」として就役させた。乗員の訓練は1943年1月から開始された。なお、グレーター・バッファローは1943年5月8日にセーブルとして就役している。

## 艦形

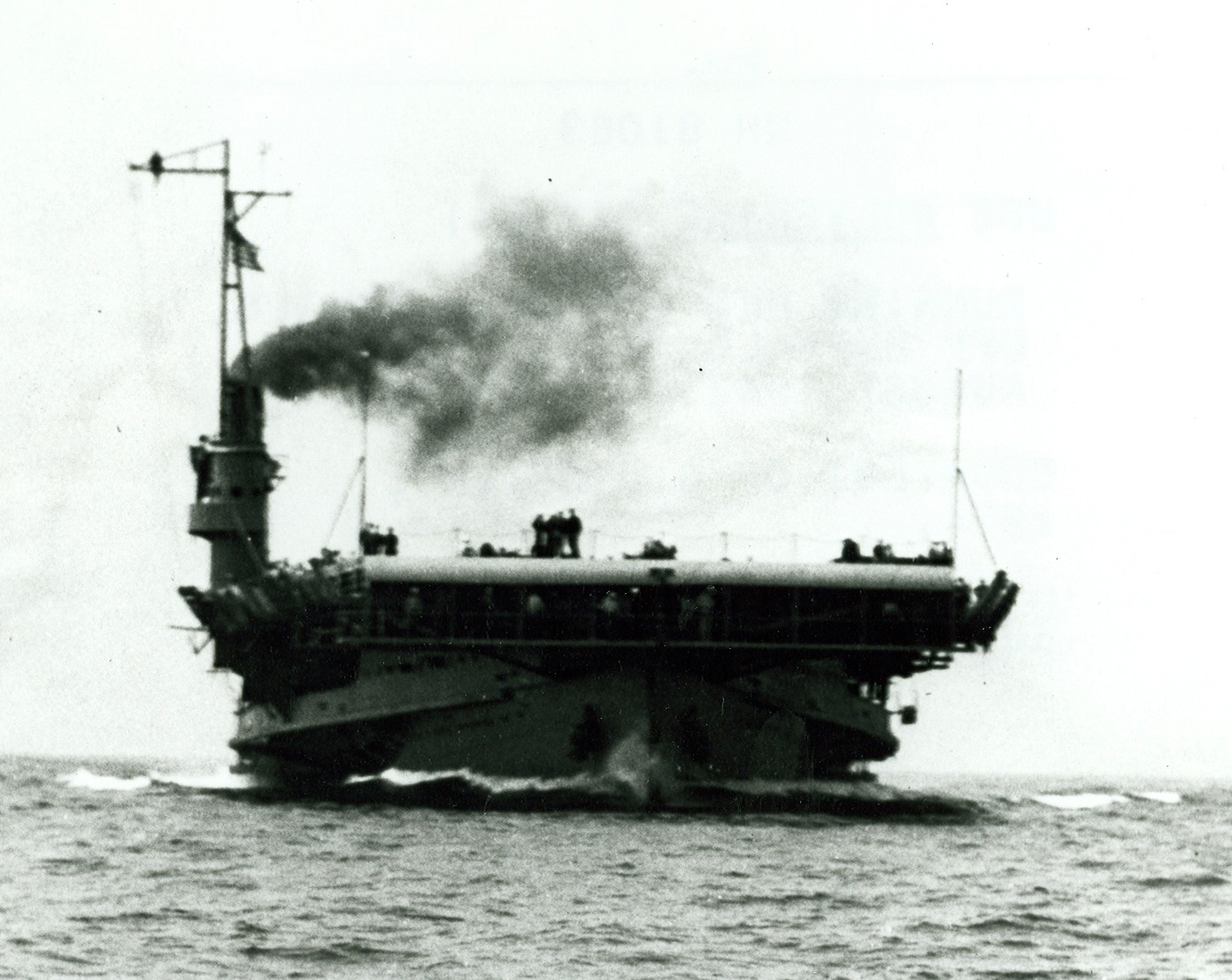
艦首から見たヴルヴァリン

ウルヴァリンは蒸気機関推進の外輪客船シー・アンド・ビューをベースとし、主甲板から上の構造物は外輪の上端部ギリギリの高さから全て撤去し、その上に船体を大きくオーバー・ハングする飛行甲板が新設された。煙路は途中で右側に誘導されて4本の煙突が右舷に直列に並べられ、改装空母とはいえ艦橋と煙突が一体化した島型艦橋を持つ外観は正規空母のそれであった。主機関は全く手を入れておらず、石炭専焼缶4基とレシプロ式機関1基で両舷2基の外輪を駆動して18ノットを発揮したが、微速で着艦・発艦を繰り返すだけならば充分な性能で、特に問題はなかった。
本艦の艦種は訓練空母ではなく雑役艦の一種とされ、IXで始まる64番目の艦としてIX-64と認定された。5万1000回の訓練着艦を記録し、戦中は多くの搭乗員を育成したが時代の波には逆らえず、1945年に2隻とも除籍され1947年に解体処分された。